# Arnold Schwartzman
Arnold Martin Schwartzman (* 1936 in London-Stepney, Vereinigtes Königreich) ist ein britischer Designer, Dokumentarfilmer und Oscar-Preisträger.

## Leben
Der in Stepney (London) geborene Arnold Schwartzman hatte Ende der 1950er Jahre am College of Arts in Canterbury Design studiert und danach in diesem Beruf bei der BBC gearbeitet. Anschließend ging er in die Privatwirtschaft und wirkte dort als Grafiker in der Werbung. 1968 trat er in den Vorstand der Conran Design Group in London ein. Als Illustrator für die Londoner Sunday Times entwarf Schwartzman auch zwei Spezial-Beilagen für deren Magazin. 1978 wurde er nach Los Angeles eingeladen, um Design Director für die Firma Saul Bass and Associates zu werden. Hin und wieder wirkte er auch als Dokumentarfilmer (Regie, Produktion und Drehbuch). Schon sein Erstling Genocide über den Holocaust an den europäischen Juden – für die gesprochenen Texte konnte Schwartzman die Weltstars Orson Welles und Elizabeth Taylor gewinnen – brachte dem jüdischen Allround-Künstler 1982 einen Oscar in der Kategorie „Bester Dokumentarfilm“ ein. Im selben Jahr wurde Arnold Schwartzman zum Director of Design für die Olympischen Spiele 1984 in Los Angeles ernannt.
Arnold Schwartzman erhielt neben dem Oscar auch weitere Auszeichnungen, darunter mehrere für Grafik (drei „Designers and Art Directors Association of London Silver Awards“). 1974 wurde er in die Alliance Graphique Internationale gewählt und war Gouverneur und Vorsitzender der British Academy of Film and Television Arts und Gründungsvorsitzender der Dokumentarabteilung der Academy of Motion Picture Arts and Sciences. 2001 wurde Arnold von Königin Elisabeth II. für seine Verdienste um die britische Filmindustrie in den USA mit dem Order of the British Empire ausgezeichnet.

## Dokumentarfilme (Regie, Produktion, Drehbuch)
- 1981: Genocide
- 1991: Echoes That Remain
- 1994: Liberation

## Einzelnachweis
1. ↑  Geburtsjahr auf findmypast.co.uk

| Personendaten    | Personendaten                                                     |
| ---------------- | ----------------------------------------------------------------- |
| NAME             | Schwartzman, Arnold                                               |
| ALTERNATIVNAMEN  | Schwartzman, Arnold M.                                            |
| KURZBESCHREIBUNG | britischer Dokumentarfilmer (Regisseur, Produzent, Drehbuchautor) |
| GEBURTSDATUM     | 1936                                                              |
| GEBURTSORT       | London-Stepney, Vereinigtes Königreich                            |